# Archivio di Stato di Salerno
L'Archivio di Stato di Salerno, istituito nel 1812, raccoglie oltre 130000 unità archivistiche e più di mille pergamene, oltre ad avere una biblioteca di circa ventiquattromila volumi. Si trova in un Palazzo medioevale attualmente ristrutturato, con annessa Cappella di San Ludovico del XIII secolo.

## Storia
L’Archivio di Stato di Salerno trae la sua origine dal decreto del 22 ottobre 1812 che stabiliva «archivi provinciali presso le Intendenze del regno di Napoli». Dopo la Restaurazione, a seguito della «legge organica degli archivi» del 12 novembre 1818, fu uno dei primi ad avere pratica attuazione e fu assegnato alla prima delle tre classi previste dalla ministeriale del 27 maggio 1820. Le carte più antiche della provincia vennero inviate al Grande Archivio in Napoli e solo una modesta, anche se preziosa documentazione, anteriore alla data della sua istituzione, è conservata nell’Archivio, tra cui le carte del monastero di S. Giorgio di Salerno e quelle del Collegio medico salernitano, recuperate successivamente. Si conservano inoltre i protocolli notarili che hanno carattere di continuità ed organicità per i secc. XV-XVIII. L’Archivio di Stato di Salerno subì le vicende di tutti gli Archivi provinciali del Mezzogiorno che, posti a carico delle
amministrazioni provinciali dalla legge comunale e provinciale del 20 marzo 1865, n. 2248, ebbero un lungo periodo di abbandono. È da segnalare tuttavia la preziosa opera svolta da Paolo Emilio Bilotti. Con il passaggio allo Stato degli Archivi provinciali - divenuti Archivi provinciali di Stato - a seguito del r.d. 22 settembre 1932, n. 1391, si aprì anche per l’Archivio salernitano un periodo migliore. Quasi contemporaneamente ebbe infatti inizio l’opera di Leopoldo Cassese che pose mano al riordinamento delle carte accumulatesi per più di un secolo, operando una laboriosa ricostruzione delle serie e dei fondi archivistici. L’opera del Cassese si concretizzò nella stesura della  Guida storica dell’Archivio di Stato di Salerno (PDF) (archiviato dall'url originale il 9 gennaio 2019). , cui si rinvia per approfondimenti; se questo strumento oggi appare spesso superato e lacunoso nei dati riportati, resta ancora validissimo per le sintetiche note introduttive che l’autore premette ad ogni magistratura, illustrandone la nascita, la struttura e le competenze. L’Archivio provinciale di Salerno assunse la denominazione di Sezione di Archivio di Stato con l. del 22 dicembre. 1939, n. 2006; ebbe infine l’attuale denominazione in virtù del d.p.r. del 30 settembre 1963, n. 1409. Gli archivi qui conservati non esauriscono naturalmente la documentazione relativa a Salerno e ad altre località dell’attuale provincia: occorrerà guardare in particolare nei fondi conservati presso l’Archivio di Stato di Napoli.

## Il Palazzo sede dell'Archivio

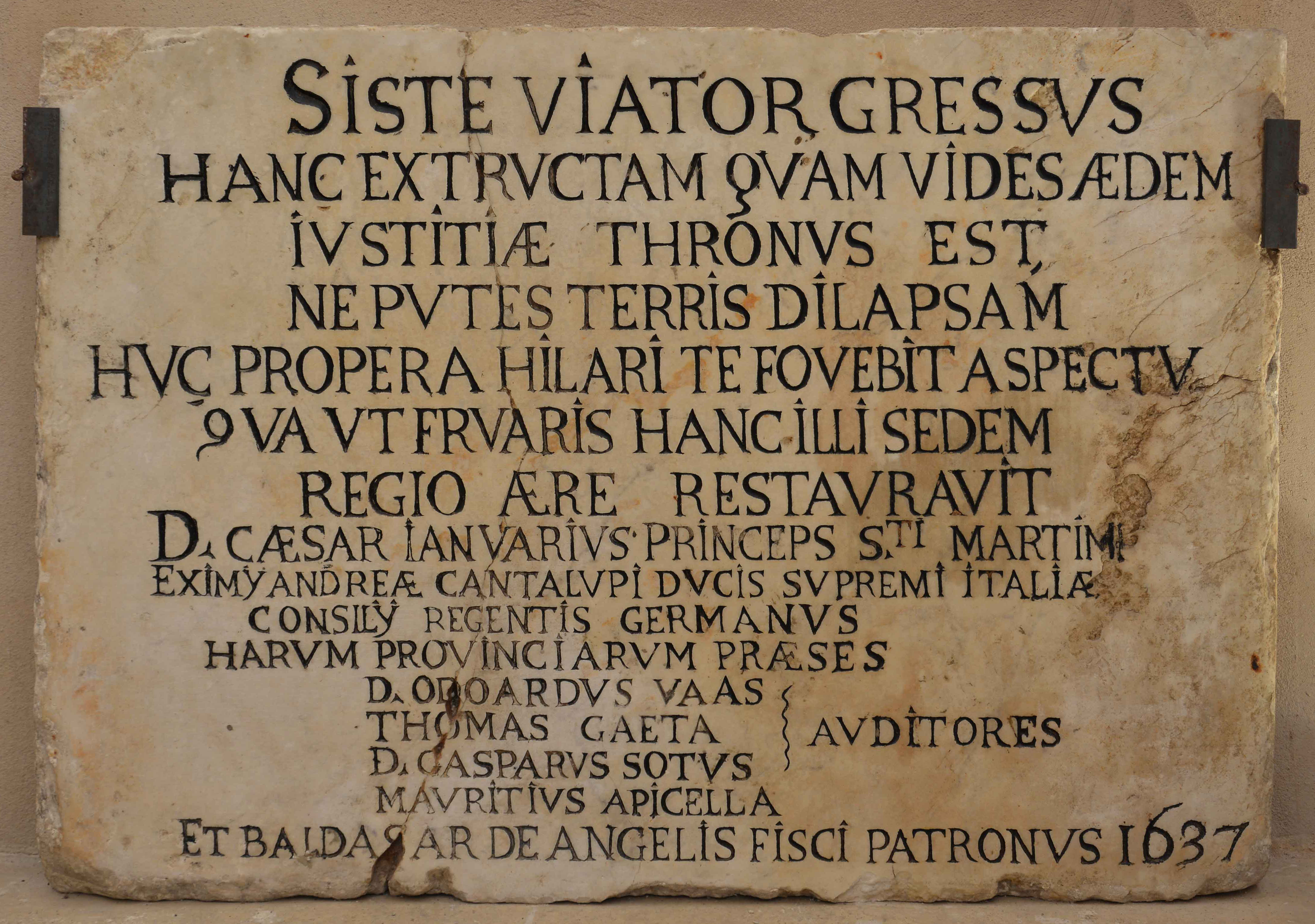
Lastra marmorea di forma rettangolare, con lunga spaccatura al centro. Priva di cornice. Affissa dapprima sulla facciata del palazzo, oggi è conservata al piano terra, nella Cappella dell’Archivio di Stato di Salerno.

L'edificio che ospita l'Archivio di Stato era, in tempi lontani, un palazzo giudiziario. Vi ha alloggiato la Regia Udienza, magistratura con competenze giudiziarie, amministrative e militari risalente al periodo aragonese. Non si sa se vi abbia avuto sede fin dalla sua origine nel XV secolo, ma di sicuro vi si trovava nel 1637, come attesta una delle tre lapidi che ricordano successivi restauri del palazzo di giustizia.
Nel 1806, con la caduta della dinastia borbonica e l'avvento dei Napoleonidi, la Regia Udienza fu soppressa e sostituita da altre magistrature.  Il palazzo fu scelto come sede del Tribunale di Prima istanza e della Gran Corte Criminale, che avevano ereditato, l'uno in campo civile e l'altra in quello penale, le competenze della Regia Udienza. Restò tale anche col ritorno dei Borbone, nel 1815. Proprio in quest'epoca, come sede della Gran Corte Criminale che aveva il compito di giudicare in prima ed unica istanza tutte le cause di alta criminalità, il palazzo fu teatro dei numerosissimi processi che seguirono agli episodi insurrezionali del Risorgimento, dai moti del 1820 a quelli del '48 fino alla Spedizione di Sapri. Vi è ancora una piccola cella, nella quale venivano rinchiusi i detenuti in attesa di giudizio. In questa cella, curiosamente e impropriamente definita "cella Pisacane" nella tradizione orale dell'Archivio di Stato, sarebbe stato tenuto prigioniero in realtà Giovanni Nicotera, compagno di Pisacane nella tragica spedizione di Sapri. Pisacane lasciò la vita a Sanza insieme a 26 compagni, Nicotera venne catturato. Subì il processo e la condanna in questa sede, anche se il processo vero e proprio, a causa del gran numero di accusati, venne celebrato in uno spazio vicino.
Anche dopo l'Unità d'Italia l'edificio conservò la sua destinazione di sede giudiziaria ed ospitò il Tribunale Civile e Correzionale, che aveva ereditato le competenze della Gran Corte Criminale e del Tribunale Civile del periodo borbonico. Nello stesso tempo vi fu alloggiata anche la Corte d'Assise.
Quando, nel 1934, gli uffici giudiziari si trasferirono nel nuovo Palazzo di Giustizia, l'antico edificio divenne sede dell'Archivio Provinciale (in seguito Archivio di Stato), alloggiato, fino a quel momento,  nel Palazzo d'Avossa in via Botteghelle.

## La Cappella di San Ludovico

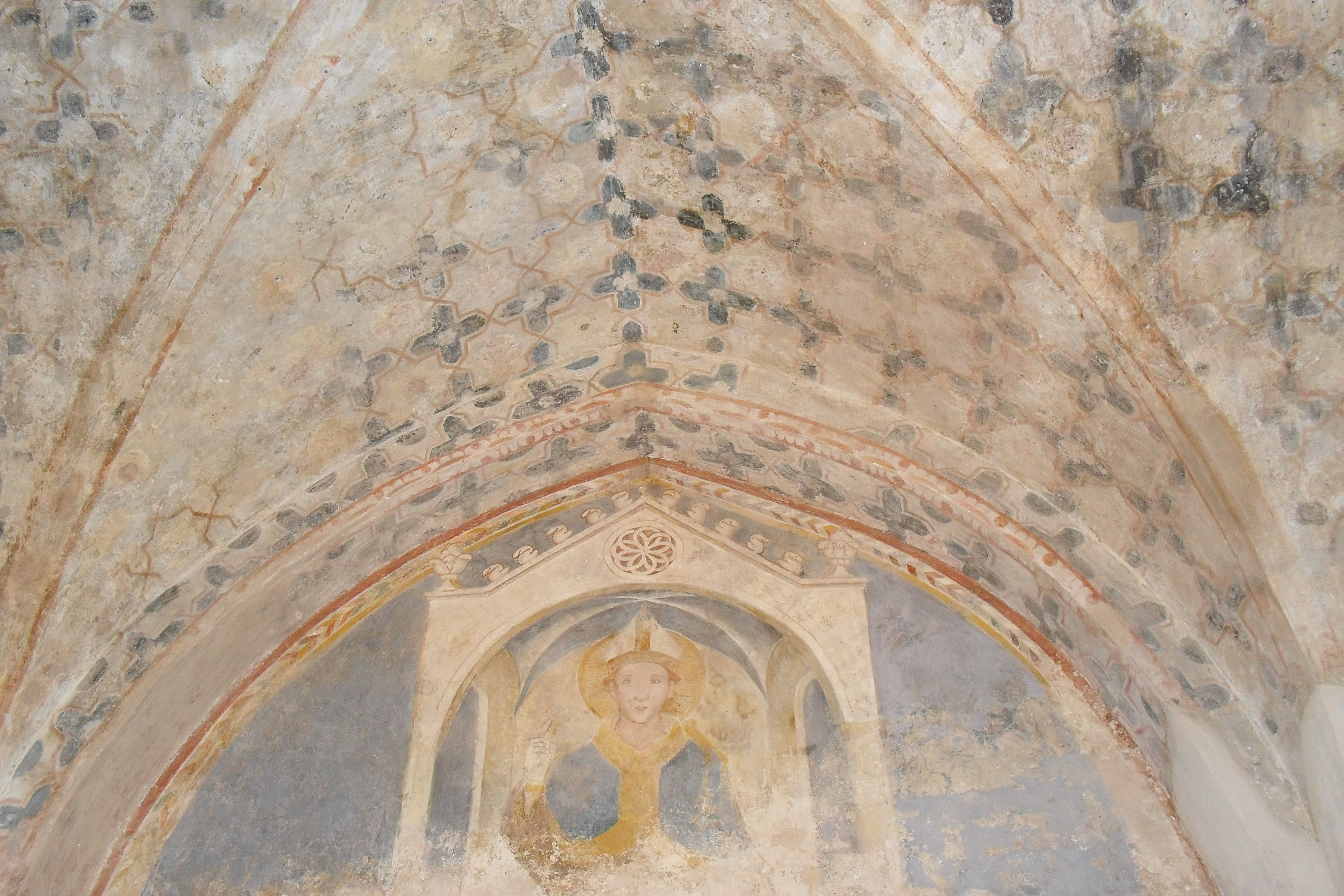
Affresco di San Ludovico, da cui prende il nome la cappella.

Nel corso del 2009 si sono conclusi i lavori per il restauro della Cappella di San Ludovico, facente parte del complesso dell’Archivio di Stato di Salerno. L’ambiente, decorato con affreschi, risale al XIII secolo. Si tratta di una scoperta di grande rilievo, in quanto fino ad ora al locale, sito al pian terreno dell'edificio sede dell'Archivio di Stato, non era stata attribuita la giusta importanza. Infatti agli inizi dello scorso secolo era adibito a farmacia comunale e poi è diventato locale di deposito della documentazione archivistica. Il restauro ha restituito alla città un frammento del proprio passato, gettando nuova luce sul patrimonio artistico della Salerno angioina. Della cappella con il titolo di San Ludovico si trova menzione in alcuni rogiti notarili: essa era dislocata sotto il palazzo dei Guarna, precedentemente appartenuto ai della Porta che, essendosi macchiati del reato di ribellione, videro confiscati i loro beni da Roberto Sanseverino, principe di Salerno. Nel Cinquecento il palazzo divenne sede della Regia Udienza e nella cappella si celebravano le funzioni religiose per i carcerati. Nel XVII secolo essa fu intitolata a San Leonardo. Nella cappella è venuto alla luce un affresco trecentesco raffigurante San Ludovico d’Angiò, figlio secondogenito di Carlo II lo Zoppo e di Maria d’Ungheria, vissuto nella seconda metà del XIII secolo. Dopo la morte del fratello primogenito Carlo Martello, rinunciò al trono di Napoli e delle contee d’Angiò e di Provenza a favore dell'altro fratello Roberto ed entrò nell’Ordine francescano. Consacrato vescovo di Tolosa nel 1296 da Bonifacio VIII, morì di tubercolosi l’anno successivo e fu proclamato santo nel 1317 da Giovanni XXII.

## Patrimonio
Il patrimonio dell'Archivio di Stato di Salerno è composto da fondi di provenienza statale, a partire dall'Antico regime fino ai giorni nostri, e fondi di origine non statale. Tra i documenti dell'Antico regime (fino al 1806) vi sono gli atti delle Corti locali, della Regia Udienza Provinciale, del Catasto e del Catasto onciario. I documenti del periodo napoleonico e della Restaurazione comprendono gli atti dell'Intendenza, delle magistrature giudiziarie, del Catasto murattiano e i documenti demaniali. Del periodo post unitario fanno parte i documenti relativi alla Prefettura ed alle Sottoprefetture, all'ordinamento giudiziario, all'Intendenza di Finanza, al Genio Civile, al Provveditorato agli studi ed al Subeconomato dei benefici vacanti. I fondi di provenienza non statale comprendono protocolli notarili, archivi comunali, dell'Amministrazione provinciale, delle corporazioni religiose, archivi privati e l'archivio del Collegio medico che, a differenza della celebre Scuola medica, si occupava di conferire i gradi accademici e di vigilare sui medici e i farmacisti.
La biblioteca dell'Archivio, nata come supporto all’attività di ricerca documentaria svolta dagli archivisti e dai frequentatori della Sala di Studio, nel corso del tempo è cresciuta specializzandosi sempre di più nella storia dell’Italia meridionale. Raccoglie infatti materiali e pubblicazioni relativi alla storia locale ed alla storia del Mezzogiorno, sia tramite acquisti che per i doni degli stessi autori. Attualmente conta oltre 25000 volumi, per la gran parte catalogati in SBN. Conserva anche un'importante collezione di periodici che annovera più di cento testate e alcune migliaia di opuscoli che costituiscono le miscellanee. Importanti sono alcuni fondi privati donati all'Archivio, tra questi i principali sono il fondo Paolo Emilio Bilotti, il fondo Carrano, il fondo Silvestri.

## Albo dei Direttori dell'Archivio dal 1812 al 2022
| Gabriele Abondati    | 1812-1817 |
| Vito Abondati        | 1817-1860 |
| Carmine Di Grazia    | 1860-1891 |
| Paolo Emilio Bilotti | 1891-1927 |
| Ernesto Bassi        | 1927-1934 |
| Leopoldo Cassese     | 1934-1960 |
| Gaetano Carbutti     | 1960-1970 |
| Rosario Pannuto      | 1971-1972 |
| Raffaele Del Grosso  | 1972-1979 |
| Guido Ruggiero       | 1979-1994 |
| Maria A. Martullo    | 1994      |
| Guido Ruggiero       | 1994-1999 |
| Daria Storchi        | 1999-2008 |
| Imma Ascione         | 2008-2009 |
| Felicita De Negri    | 2009-2010 |
| Imma Ascione         | 2010-2014 |
| Gregorio Angelini    | 2014-2015 |
| Eugenia Granito      | 2015-2016 |
| Anna Sole            | 2016-2017 |
| Renato Dentoni Litta | 2017-2019 |
| Fernanda Maria Volpe | 2019-2021 |
| Raffaele Traettino   | 2022-2023 |
| Fortunata Manzi      | 2023-     |